# Ларссон, Леннарт
Ле́ннарт Ла́рссон (швед. Lennart Larsson; род. 9 июля 1953, Стокгольм) — бывший шведский футболист, атакующий полузащитник известный по выступлениям за клубы «Хальмстад» и сборную Швеции. Участник чемпионата мира 1978 года.

## Клубная карьера
Ларссон начал карьеру в клубе «ИФК Мальмё». В 1970 году он дебютировал за основной состав. В 1973 году Леннарт перешёл в «Хеслехольм», в составе которого провёл два сезона. В 1976 году Ларссон подписал контракт с «Хальмстад». 30 июня в матче против АИКа он дебютировал в Алсвенскан лиге. В своём первом сезоне Леннарт помог стать чемпион. В 1977 году Ларссон перешёл в немецкий «Шальке 04». 17 декабря в матче против франкфуртского «Айнтрахта» он дебютировал в немецкой Бундеслиге. 21 января 1978 года в поединке против «Санкт-Паули» Леннарт забил свой первый гол за «Шальке 04». В 1979 году игрок вернулся в «Хальмстад». В том же году он во второй раз стал чемпионом страны. В 1982 году Леннарт принял решение о заверении карьеры.

## Международная карьера
8 ноября 1973 года в товарищеском матче против сборной Финляндии Ларссон дебютировал за сборную Швеции. 5 октября 1977 года в поединке сборной Дании Леннарт забил свой первый гол за национальную команду. В 1978 году Ларссон принял участие в чемпионате мира в Аргентине. На турнире он сыграл в матчах против сборных Бразилии, Австрии и Испании.

### Голы за сборную Швеции
| #  | Дата           | Место                           | Противник | Результат | Счёт | Соревнование      |
| -- | -------------- | ------------------------------- | --------- | --------- | ---- | ----------------- |
| 1. | 5 октября 1977 | Мальмё, Мальмё, Швеция          | Дания     | 1:0       | 1:0  | Товарищеский матч |
| 2. | 19 апреля 1978 | Стадион Лахти, Лахти, Финляндия | Германия  | 2:1       | 3:1  | Товарищеский матч |
| 3. | 19 апреля 1978 | Стадион Лахти, Лахти, Финляндия | Германия  | 3:1       | 3:1  | Товарищеский матч |

## Достижения
Клубные
 «Хальмстад»
- Победитель Алсвенскан лиге (2): 1976, 1979